# Шарич, Анте
Анте Шарич (хорв. Ante Šarić; род. 6 апреля 1984, Сплит, СФРЮ) — хорватский шахматист, гроссмейстер (2007). Тренер ФИДЕ (2010). Муж чемпионки Хорватии по шахматам Кристины Шарич.
Многократный участник чемпионатов Хорватии. Лучшее достижение — делёж 2—3 места в чемпионате 2015 года (со З. Кожулом).
Участник 4-х командных чемпионатов Боснии и Герцеговины в составе клубов «Napredak», г. Зеница (2005) и «Napredak», г. Сараево (2008—2009, 2011). Лучшего результата добился в сезоне 2008 года, завоевав командную бронзовую медаль и серебряную медаль в индивидуальном зачёте (играл на 3-й доске).
Многократный участник личных чемпионатов Европы (2006, 2008—2010, 2016).
В составе сборной Хорватии участник следующих соревнований:
- 1-й командный чемпионат Европы среди юношей до 18 лет (выступал на 1-й доске);
- 10 Кубков Митропы[нем.] (2004—2010, 2012—2013, 2015). Выиграл 7 медалей в команде: 4 золотые (2004, 2008, 2009 и 2013), 1 серебряную (2005) и 2 бронзовые (2006 и 2012), а также 3 золотые медали в индивидуальном зачёте — 2004 (на 4-й доске), 2007 (на 1-й доске) 2013 (на 3-й доске).

По состоянию на апрель 2023 года занимал 10-ю позицию в рейтинг-листе активных хорватских шахматистов и 11-е место среди всех шахматистов Хорватии.

## Изменения рейтинга
| Графики недоступны из-за технических проблем. См. информацию на Фабрикаторе и на mediawiki.org. |